# Ústaixa

Bandera ústaixa durant l'Estat independent de Croàcia

Ústaixa fou un partit polític de Croàcia fundat el 1929 per Ante Pavelić, de caràcter feixista. Va utilitzar mètodes terroristes, com l'assassinat del rei Alexandre I de Iugoslàvia el 1934, i un programa d'extermini basat en doctrines de discriminació racial i religiosa durant l'Estat independent de Croàcia, en temps de la invasió alemanya i italiana de Iugoslàvia durant la Segona Guerra Mundial.

## Història

### Creació
Després de l'assassinat del polític croat Stjepan Radić, líder del Partit Camperol Croat (HSS), el 20 de juny de 1928, pel radical montenegrí Puniša Račić, es va fundar a la Universitat de Belgrad l'anomenat Moviment de la Joventut Croata, dirigit per Branimir Jelić. Cridat per Jelić, Ante Pavelić es va adherir al grup un any més tard. A la vegada, el moviment Pokret Domobranski inicià la publicació del diari Hrvatski Domobran, capçalera que feia referència al del nom del que havia estat l'exèrcit croat a Àustria-Hongria, que i que tractava temes de la qüestió nacional croata des de posicions radicalitzades. Així, el 1929 ja existien dues corrents polítiques divergents a Croàcia: la de Pavelić, que creia necessari l'ús de la violència per als interessos nacionals, i la més moderada i majoritària dels successors de Radić, que encapçalava la figura de Vladko Maček.
Diversos membres del Partit Croat dels Drets contribuïren a la redacció del Domobran, fins que al voltant de Nadal de 1928, el diari va ser prohibit per les autoritats del Regne dels Serbis, Croats i Eslovens. El gener de 1929, el Rei va prohibir tots els partits nacionalistes, i l'ala radical del Partit dels Drets es va exiliar, entre ells Ante Pavelić, Gustav Perčec i Branimir Jelić. Aquest grup es va unir posteriorment amb d'altres de l'exili, forjant definitivament el nucli de l'Ústaixa. El 1931, Albert Einstein i Heinrich Mann van cridar a l'atenció internacional sobre els assassinats de Radić i un professor universitari de Croàcia, Milan Sufflay, acusant el Rei de complicitat.

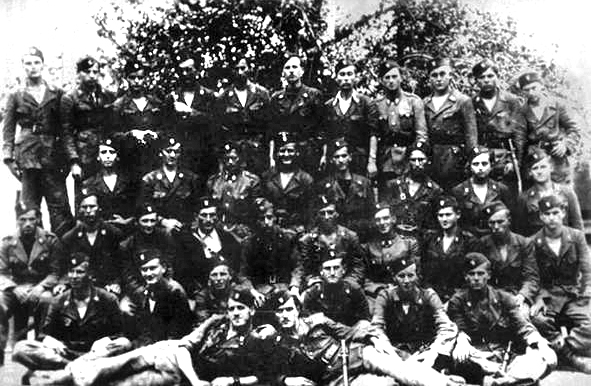
Grup d'ústaixes, l'any 1932

El 20 d'abril de 1929, Pavelić i Gustav Perčec, van signar una declaració a Sofia, juntament amb nacionalistes macedonis, afirmant la seva voluntat de continuar lluitant contra el Regne de Iugoslàvia, pels drets humans, i per la independència de les respectives nacions. Els exiliats van començar a organitzar el suport a la seva causa entre la diàspora croata, i el gener de 1932 van utilitzar per primer cop el nom Ústaixa per a denominar la seva organització revolucionària. El novembre del mateix any, el moviment iniciava les seves accions violentes amb l'intent d'assalt d'una comissaria a Brušani (area de Lika-Velebit), operació fallida que dirigí Andrija Artuković i en alguns casos s'ha conegut com l'Aixecament de Lika. Països com Itàlia, Alemanya o Hongria prestaven ja un suport intermitent al grup, allotjant en alguns casos camps d'entrenament de l'Ústaixa.

### Assassinat d'Alexandre I
El 1934 els ústaixes van ser acusats de conspirar en l'assassinat del rei iugoslau Alexandre I. El grau de participació de l'Ústaixa ha estat discutit, ja que l'autor material de l'acció era macedoni, però sempre s'ha atribuït la planificació als croats. Concretament, l'ústaixa Eugen Dido Kvaternik va ser acusat d'organitzar l'atemptat, comès per membres de l'Organització Interna Revolucionària de Macedonia. Després de l'assassinat, totes les organitzacions relacionades amb l'Ústaixa van ser considerades terroristes per la majoria d'estats europeus. Pavelić va ser detingut a Itàlia i empresonat a Torí d'octubre de 1934 a març de 1936. També es van desmantellar els camps d'entrenament que l'Ústaixa tenia a Itàlia, i molts membres de l'organització van ser internats a l'illa de Lipari. A partir de març de 1937, quan Itàlia i Iugoslàvia van signar el tractat Ciano-Stojadinović, molts ústaixes van ser extradits a Iugoslàvia. Aquests esdeveniments van atraure nous simpatitzants entre els joves croats. El febrer de 1939, dos militants retornats, Mile Budak i Ivan Orsanic, editaren la revista Hrvatski Narod ("Nació Croata"), que donava suport als plantejaments ústaixes per la independència de Croàcia.

### Segona Guerra Mundial

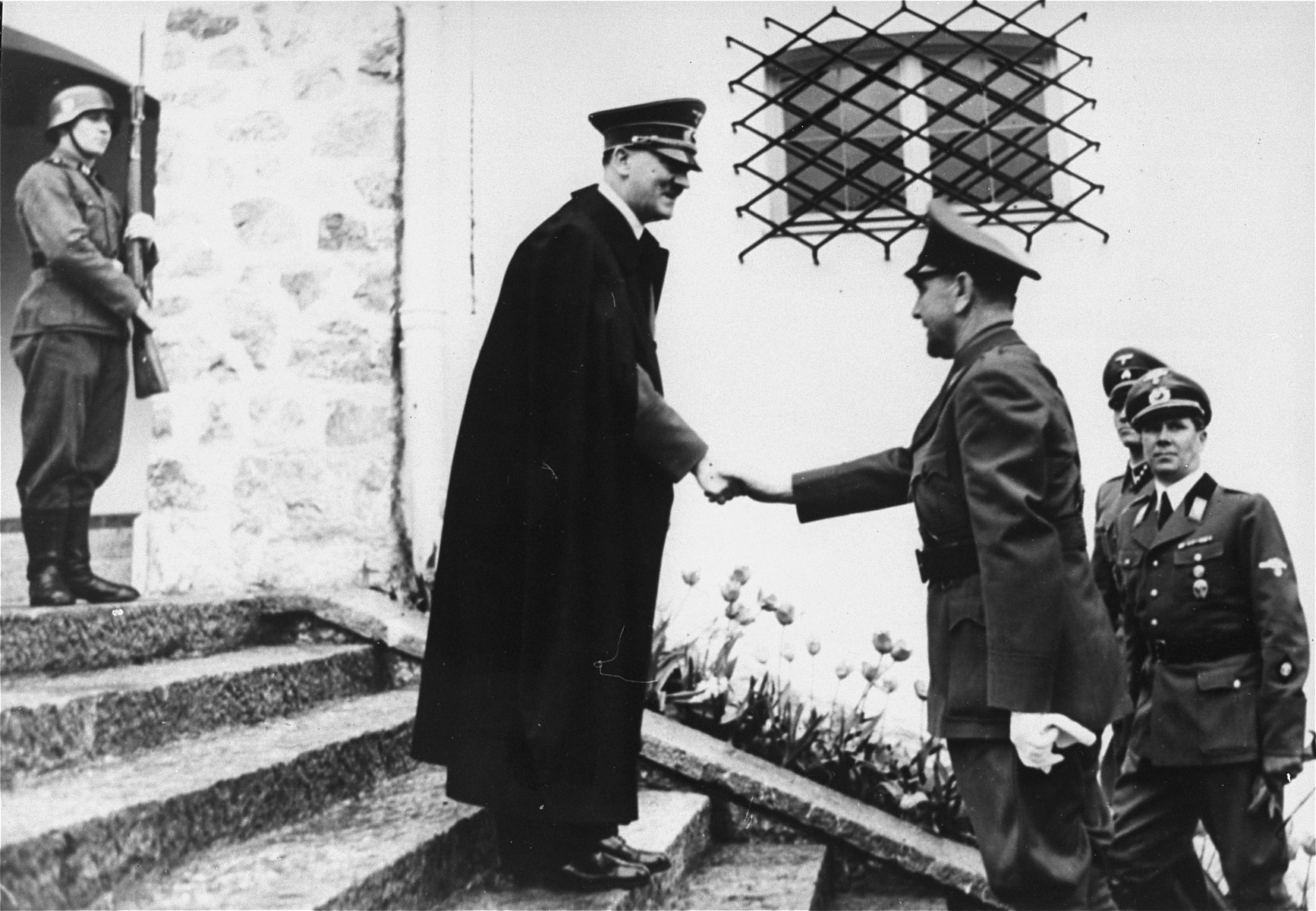
Hitler i Pavelić el 9 de juny de 1941.

Les Potències de l'Eix van envair el Regne de Iugoslàvia el 6 d'abril de 1941. Vladko Maček, líder de l'influent Partit Camperol Croat (HSS), va rebutjar les ofertes d'Alemanya per a dirigir el nou govern titella. El 10 d'abril, un dels ústaxes més veterans, Slavko Kvaternik, va prendre el control de la Policia a Zagreb i a través de la ràdio va proclamar l'Estat Independent de Croàcia (Hrvatska Nezavisna Država, NDH). Maček va emetre una declaració convidant a tots els croats a cooperar amb les noves autoritats. Mentrestant, Pavelić i diversos centenars d'ústaixes provinents d'Itàlia es dirigiren a Zagreb, on Pavelić va establir el seu govern el 17 d'abril i es va concedir a si mateix el títol de Poglavnik. El mapa del NDH estava format pels territoris històrics de Croàcia (incloent Sirmia, que havia estat part del Regne de Croàcia-Eslavònia, fins al 1918) i Bòsnia-Hercegovina (sense el Sandžak, que havia estat part de Bòsnia i Hercegovina fins a 1908), excepte les parts de la costa dàlmata i les illes, que van ser cedides als italians. Mile Budak, aleshores ministre en el govern de Pavelić, va proclamar públicament la política de violència racial de l'Estat el 22 de juliol. Vjekoslav Luburic, un dels caps de la policia secreta, va començar la construcció de camps de concentració aquell estiu: l'agost de 1941 es van establir els dos primers subcamps (Krapje i Brocica) del camp de concentració de Jasenovac. Ja des de la primavera s'havia iniciat una campanya brutal de neteja ètnica, i les activitats ústaixes en pobles dels Alps Dinàrics van causar inquietud als italians i els alemanys. El 10 de juliol de 1941, el general de la Wehrmacht Edmund Glaise-Horstenau va informar d'aquesta manera a l'alt comandament alemany (OKW):
| « | Els nostres soldats eren testimoni mut d'aquests esdeveniments […] fet que no reflecteix ben bé la seva reputació […] Sovint deia que les tropes d'ocupació alemanya haurien finalment d'intervenir contra els delictes dels ústaixes. Això era possible, eventualment. Ara, amb les forces disponibles, no podria demanar tal acció. La intervenció ad hoc en casos individuals, podria fer que l'exèrcit alemany semblés responsable d'innombrables crims que no va poder evitar en el passat. | » |

Un informe de la Gestapo a Heinrich Himmler, datat del 17 de febrer de 1942, va declarar:
| « | L'augment d'activitat de les bandes [rebels] es deu principalment a les atrocitats comeses per les unitats Ústaixa a Croàcia contra la població ortodoxa. Els ústaxies han comès els seus actes d'una manera bestial, no només contra els homes, sinó especialment contra ancians, dones i nens indefensos. El nombre d'ortodoxos que els croats han massacrat i torturat sàdicament fins a la mort és d'aproximadament tres-cents mil | » |

Malgrat les queixes, Adolf Hitler va expressar explícitament el seu suport a les accions ústaixes. Durant la primera visita de Pavelić al Führer, el 6 de juny de 1941, aquest li va advertir que la política nacional d'intolerància de Croàcia s'havia de mantenir durant almenys quinze anys per esdevenir estable, i en una segona trobada, el setembre de 1942, li va garantir llibertat per continuar la seva campanya d'extermini.
El 1943 els alemanys van patir grans pèrdues en el front oriental, i els italians van signar un armistici amb els aliats, deixant armament que els partisans van utilitzar contra els ocupants i els ústaixes. La lluita va continuar durant un temps curt després de la rendició formal del Heeresgruppe E de l'Exèrcit alemany el 9 de maig de 1945, quan les forces de l'Eix i molts refugiats van intentar fugir a Àustria. La batalla de Poljana, que va enfrontar una columna mixta d'alemanys i ústaixes contar un grup de partisans el 14 i 15 de maig, va ser l'última batalla de la Segona Guerra Mundial en sòl europeu. Molts dels que fugien van ser lliurats als iugoslaus a la frontera amb Àustria, per ser posteriorment executats o enviats a una marxa de la mort de nou al país, un episodi conegut com la Massacre de Bleiburg.

### Postguerra
Després de la guerra, els ústaixes que van sobreviure van passar a la clandestinitat, o van fugir a països com Canadà, Austràlia, Alemanya i Amèrica del Sud, amb l'assistència de les ratlines organitzades al Vaticà per Krunoslav Draganović, principalment. Pavelić fugí a l'Argentina, i més tard a l'Espanya de Franco, on va viure fins a la seva mort.

## Nom i símbols

La U ústaixa

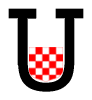
La U amb l'escut de l'NDH

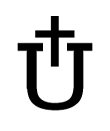
La U amb una creu

El seu nom deriva del verb ustati (aixecar-se), i Ústaixa significaria insurgent o rebel. Aquest nom no tenia connotacions feixistes durant els primers anys del Regne de Iugoslàvia, i el terme ustat s'utilitzava a Hercegovina per referir-se als insurgents de la revolta 1875. Pucki-Ústaixa era un grau militar a la Guàrdia Imperial de Croàcia (1868-1918). El nom original complet de l'organització va aparèixer l'abril de 1931 com a Ustaša-Hrvatska revolucionarna organizacija (Ústaixa - organització revolucionària de Croàcia), encara que el 1933 va ser rebatejat com Ustaša-pokret Hrvatski revolucionarni (Ústaixa -moviment revolucionari croat), que es va mantenir fins a la Segona Guerra Mundial.
El símbol ústaixa és una lletra majúscula "U", amb una marcada gràcia. L'ús de la U s'ha fet amb diverses variacions, incloent una creu, o superposant-la a diversos símbols nacionals croats, com l'escut o la bandera. El característic barret dels ústaixes incloïa una U en relleu.
La bandera de l'Estat Independent de Croàcia és un vermell-blanc-blau horitzontal tricolor amb l'escut de Croàcia al centre, i la "U" a la part superior esquerra. L'escut amb quadres del NDH s'iniciava amb un quadre blanc, i la de Croàcia actual comença amb un quadre vermell.
La salutació ústaixa era Dg Za - spremni!:
| « | Salutació: Dom za! (Per la llar (terra)!) Resposta: Spremni! (Llest/preparat!) | » |

Aquesta salutació va ser creada el segle xix pel croat Josip Jelačić, i es va fer servir posteriorment en lloc de la salutació nazi Sieg Heil. Actualment, és considerada com a distintiva de la ideologia ústaixaq, tot i que alguns croats veuen com una salutació patriòtica, ja que s'havia utilitzat abans del règim Ústaixa. Sovint la salutació s'abreuja amb les sigles ZDS.

## Organització

Emblema de les joventuts ústaixes

La seva secció de Joves fou organitzada militarment i estructurada territorialment. Es dividia en tres grups: Ustaska uzdanica (de 7 a 11 anys), Ustaški junak (de 11 a 17) i Starčevićeva mladež (d'11 a 21). Les unitats d'elit del darrer grup formaven els Ustaški jurišnik, i participaven en els combats. Les dones foren organitzades de manera similar amb el cos de Ustaška djevojka. Ustaixa utilitzava la bandera nacional afegint l'emblema de l'organització. Alguns dels seus membres, els ústaixes van participar en la defensa de l'Alemanya de Hitler fins al darrer moment.